# Persona (maska)

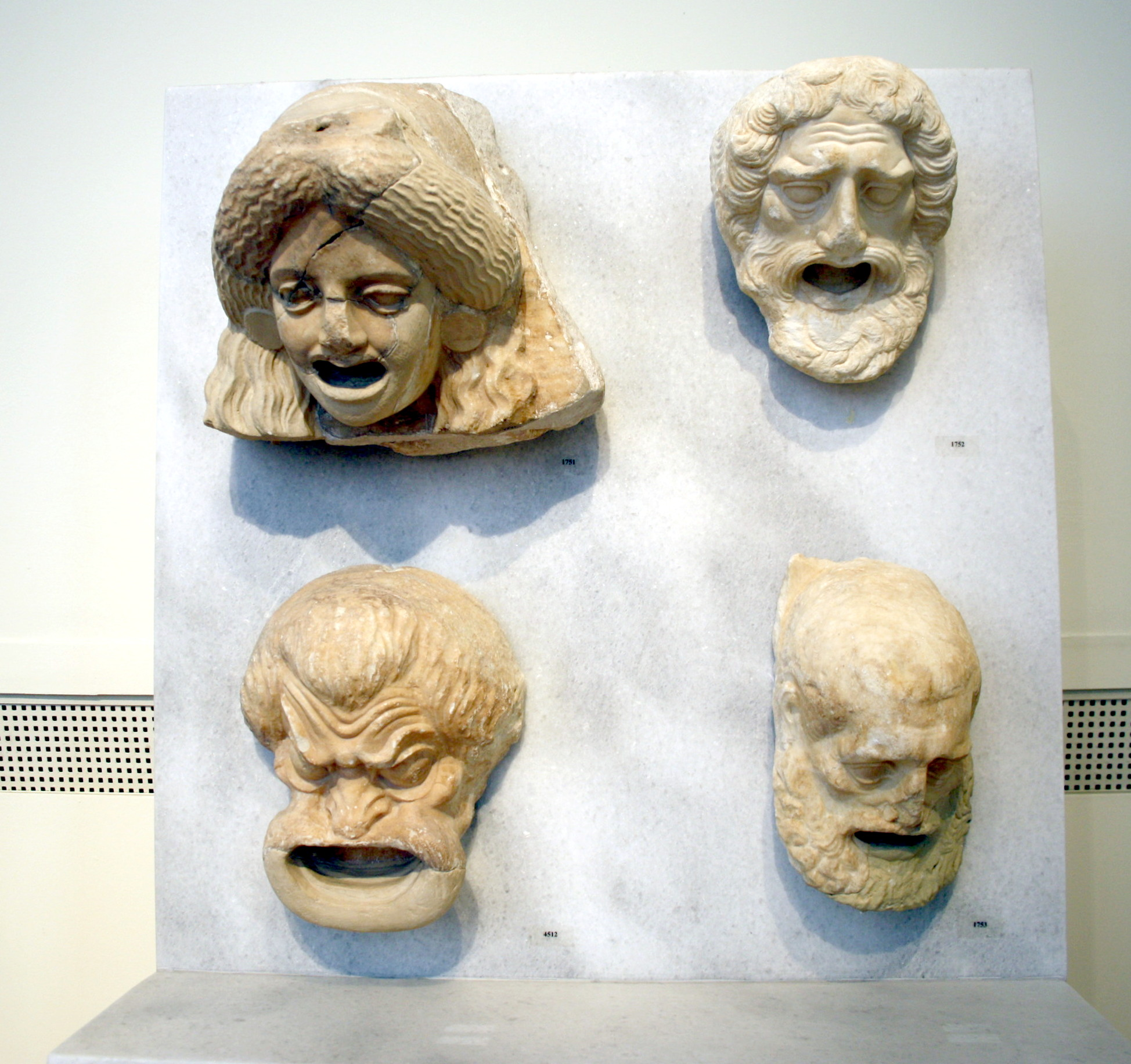
Persony starořeckého divadla v Aténách.

Persona (řecky προσῶπον prosópón, latinsky persona) je maska, která se používala v divadle ve starověkém Řecku a jiných civilizacích, popř. při různých rituálech u různých kmenů a etnik.

## Ve starořeckém divadle
Persony ve starořeckém divadle měly velmi výrazné rysy, podle kterých diváci mohli z dálky vidět a posuzovat vlastnosti dané postavy mající danou personu. Persony propůjčovaly charakter hercům, kteří v nich hráli; persona – nikoli herec – byl hlavní faktor určující tento charakter. Starořecké persony měly vždy otvor pro ústa, skrze který herci mluvili. Např. podle Alana Wattse tyto otvory v maskách mohly zesilovat akustický účinek a doslech herce (primitivní předchůdce megafonu) Hlas herců „znějící přes“ tyto masky (lat. per – přes, sonis – zvuky) jim dal jejich název.